# Ikunum
Ikunum (accadi: 𒄿𒆪𒉡, I-ku-nu) va ser rei d'Assur, segons la Llista dels reis d'Assíria. Era fill d'Iluixuma. La seva cronologia tradicional se situa cap a l'any 1880 aC o 1870 aC però pels anys dels limmu (la llista d'oficials reials que eren els epònims anuals) es creu que s'hauria d'avançar dues generacions (entre el 1920 aC i el 1905 aC)
En el seu regnat es va construir el temple del deu Ninkigal, es van reforçar les fortificacions de la ciutat d'Assur i es van mantenir colònies comercials o karum a l'Àsia Menor.

## Oficials Limmu per any
Els 15 oficials limmu per cadascun dels anys de regnat d'Ikunum dels que les seves dates estan basades en un eclipsi solar que és esmentat durant el limmu de Puzur-Ištar el 1833 aC, són els següents:
1920 Buzi fill d'Adad-rabi
1919 Šuli fill de Šalmah
1918 Iddin-Suen fill de Šalmah
1917 Ikunum fill de Šudaya
1916 Dan-Wer fill d'Ahu-ahi
1915 Šu-Anum de Nerabtim
1914 Il-massu fill d'Aššur-ṭab
1913 Šu-Hubur fill de Šuli
1912 Idua fill de Ṣulili
1911 Laqip fill de Puzur-Laba
1910 Šu-Anum el hapirum
1909 Uku fill de Bila
1908 Aššur-malik fill de Panaka
1907 Dan-Aššur fill de Puzur-Wer
1906 Šu-Kubum fill d'Ahu-ahi
1905 Irišum fill d'Iddin-Aššur